# محوطه گبران
محوطه گبران مربوط به هزاره اول قبل از میلاد است و در شهرستان قزوین، بخش مرکزی، روستای عبدل اّباد واقع شده و این اثر در تاریخ ۲۵ اسفند ۱۳۸۰ با شمارهٔ ثبت ۵۵۶۴ به‌عنوان یکی از آثار ملی ایران به ثبت رسیده است.